# Fortune Charumbira
Fortune Zephania Charumbira est un homme politique du Zimbabwe, président du Parlement panafricain et membre du Sénat du Zimbabwe.
Auparavant 4ème vice-président du Parlement panafricain, il est élu  le 29 juin 2022 comme président de cette assemblée,,. Il démissionne en août 2023 lors la dissolution du Sénat du Zimbabwe afin de briguer un nouveau mandat de sénateur. Le 25 mars 2024, il est réélu à ce poste .
Il est élu au Conseil des chefs du Zimbabwe depuis 2013, et en devient le vice-président en août 2023, ce qui lui confère automatiquement, en vertu de la Constitution zimbabwéenne (article 120), la qualité de sénateur.